# 巴濟利夫卡
51°0′11″N 33°29′13″E / 51.00306°N 33.48694°E
巴濟利夫卡（烏克蘭語：Базилівка）是位於烏克蘭東北部的村莊，由蘇梅州科諾托普區的杜博夫亞濟夫卡市鎮負責管轄。該村處於羅緬河右岸，距離亞羅韋4.5公里，海拔高度162米，2001年人口196。